# Wiesław Łuczyński
Wiesław Łuczyński (ur. 1953 w Działdowie, zm. 30 marca 2017) – polski ekonomista, doktor habilitowany.

## Biografia
Pracę doktorską Państwowo-monopolistyczna regulacja inwestycji i jej wpływ na przebieg cyklu przemysłowego obronił w 1981. W 1999 habilitował się na Wydziale Zarządzania Akademii Ekonomicznej w Poznaniu, na podstawie pracy Analiza dynamiki procesów gospodarczych Niemiec.
Był profesorem nadzwyczajnym na Uniwersytecie Ekonomicznym w Poznaniu oraz w Państwowej Wyższej Szkole Zawodowej w Kaliszu, a także nauczycielem akademickim. Pełnił funkcję kierownika Katedry Finansów Międzynarodowych. 
Wypromował 5 doktorantów, był recenzentem dalszych 5 prac doktorskich.
Został pochowany na Cmentarzu Junikowo w Poznaniu.

## Odznaczenia
- Odznaka Honorowa Miasta Poznania[1]
- Medal Komisji Edukacji Narodowej[1]